# 미네이랑
이스타지우 고베르나도르 마갈량이스 핀투(포르투갈어: Estádio Governador Maglhães Pinto)는 브라질 미나스제라이스주 벨루오리존치에 있는 경기장으로, 아틀레치쿠 미네이루와 크루제이루 EC의 홈 구장으로 사용되고 있다.
2014년 FIFA 월드컵 경기가 열린 축구 경기장 중 하나이며, 개최국인 브라질이 4강전에서 독일에게 1:7로 크게 패한 미네이랑의 비극으로 유명한 곳이다.
리우 올림픽 축구 경기도 열렸다. 대한민국이 온두라스를 상대로 미네이랑에서 8강전을 치렀으나 온두라스에 패해 탈락했다.

## 경기장 전경

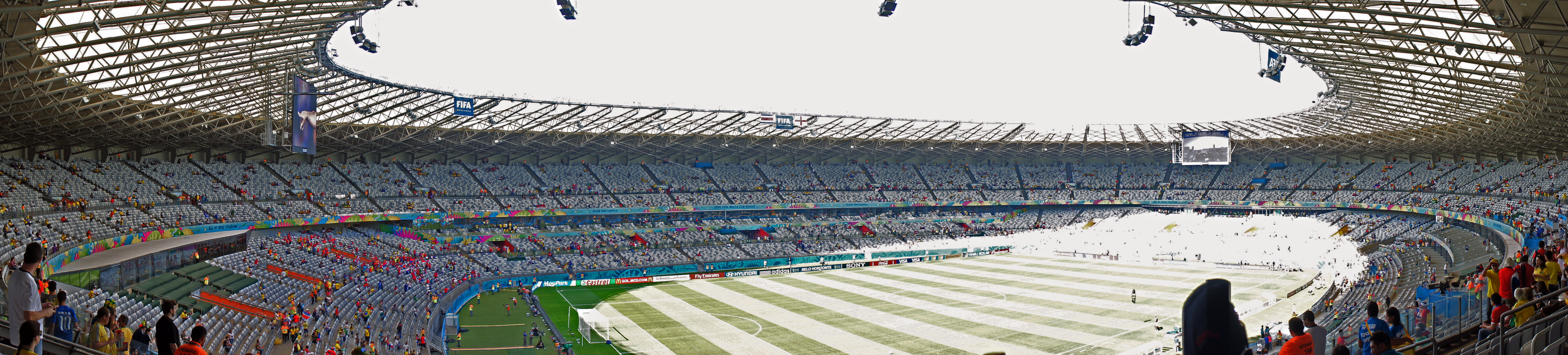
Panorámica del estadio.

## 기록

### 1950년 FIFA 월드컵
| 날짜            | 팀 1         | 스코어 | 팀 2     | 라운드 |
| --------------- | ------------ | ------ | -------- | ------ |
| 1950년 6월 25일 | 유고슬라비아 | 3 - 0  | 스위스   | A조    |
| 1950년 6월 29일 | 미국         | 1 - 0  | 잉글랜드 | B조    |
| 1950년 7월 2일  | 우루과이     | 8 - 0  | 볼리비아 | D조    |

### 2014년 FIFA 월드컵
| 날짜       | 시간 (UTC-3) | 팀 #1      | 결과         | 팀 #2    | 대회   | 관중   |
| ---------- | ------------ | ---------- | ------------ | -------- | ------ | ------ |
| 2014-06-14 | 13:00        | 콜롬비아   | 3-0          | 그리스   | C조    | 57,174 |
| 2014-06-17 | 13:00        | 벨기에     | 2-1          | 알제리   | H조    | 56,800 |
| 2014-06-21 | 13:00        | 아르헨티나 | 1-0          | 이란     | F조    | 57,698 |
| 2014-06-24 | 13:00        | 코스타리카 | 0-0          | 잉글랜드 | D조    | 57,823 |
| 2014-06-28 | 13:00        | 브라질     | 1-1 (3-2 PK) | 칠레     | 16강전 | 57,714 |
| 2014-07-08 | 17:00        | 브라질     | 1-7          | 독일     | 준결승 | 58,141 |

### 2016년 하계 올림픽
| 날짜       | 시간 (UTC-3) | 팀 #1    | 결과 | 팀 #2      | 대회          | 관중   |
| ---------- | ------------ | -------- | ---- | ---------- | ------------- | ------ |
| 2016-08-10 | 13:00        | 알제리   | 1-1  | 포르투갈   | D조           | 16,029 |
| 2016-08-10 | 16:00        | 독일     | 10-0 | 피지       | C조           | 16,521 |
| 2016-08-13 | 19:00        | 대한민국 | 0-1  | 온두라스   | 8강           | 36,704 |
| 2016-08-20 | 13:00        | 온두라스 | 2-3  | 나이지리아 | 동메달 결정전 | 9,091  |

## 같이 보기
- 브라질 대 독일 (2014년 FIFA 월드컵) (일명 미네이랑의 비극)